# Novotergum
Die NOVOTERGUM GmbH mit Sitz in Essen ist ein mittelständisches Unternehmen im Gesundheitsmarkt und betreibt mehr als 70 Physiotherapiezentren mit über 850 Mitarbeitern. Der Schwerpunkt des Unternehmens liegt auf der Entwicklung, dem Aufbau sowie dem Betrieb physiotherapeutischer Leistungen.
Novotergum ist zugelassen bei allen gesetzlichen Krankenversicherungsunternehmen.
Der Behandlungsschwerpunkt liegt im orthopädisch-traumatologischen sowie dem neurologischen Bereich. Das Unternehmen bietet klassische Behandlungsmöglichkeiten wie zum Beispiel Krankengymnastik am Gerät, manuelle Lymphdrainage, Kiefergelenksbehandlungen bei CMD (Kraniomandibuläre Dysfunktion) sowie spezifische Rückenprogramme und Programme zur konservativen Behandlung (Konservative Therapie) von Hüft- und Kniegelenksarthrose an, die nach eigenen Angaben in direkter Zusammenarbeit mit Krankenkassen und an den Verträgen teilnehmenden Fachärzten durchgeführt werden.
Präventionsangebote, wie zum Beispiel die online-Heimtrainingsplattform NextPhysio sowie Rehasport und BGM-Maßnahmen gehören ebenfalls zum Angebot.
Das Novotergum Therapiekonzept basiert auf dem international anerkannten Klassifikationsmodell ICF.

## Historie
Im Jahr 1999 wurde das erste Novotergum Zentrum unter dem Namen Zentrum für Gesundheitsförderung in der Rechtsform GmbH gegründet. Sitz der Gesellschaft war Bochum. Mehrheitsgesellschafter und erster Geschäftsführer war der Diplom-Sportwissenschaftler Christian Barth. 2002 folgte die Kassenzulassung. Im Jahr 2004 fand die Umfirmierung der Zentrum für Gesundheitsförderung GmbH in die Novotergum Holding AG statt. Im Jahr 2012 meldete die Holding Insolvenz an. Dabei wurden 18 von 56 bestehenden Physiotherapie-Zentren geschlossen und aus der Holding firmte sich in die Novotergum AG. Diese unterteilt sich in eine NT-Nord- und NT-Süd GmbH und betreibt derzeit 26 Physiotherapiezentren sowohl in Nordrhein-Westfalen als auch in Baden-Württemberg.